# جان اسپلار
جان فرانسیس اسپلار (زاده ۵ اوت ۱۹۴۷) یک سیاستمدار بریتانیایی است که از سال ۱۹۹۲ به عنوان نماینده پارلمان خدمت کرده‌است. او که یکی از اعضای حزب کارگر است.. او بین سال‌های ۱۹۹۷ تا ۲۰۰۵ به‌عنوان وزیر در بخش‌های متعددی خدمت کرد. پس از ورود حزب کارگر به اپوزیسیون، او از سال ۲۰۱۰ تا ۲۰۱۵ به عنوان وزیر وزارت خارجه در سایه خدمت کرد.
اسپلار در بروملی متولد شد و در کالج دالویچ و سنت ادموند هال آکسفورد تحصیل کرد.